# Just Be Free
„Just Be Free“ е демо албум на американската поп изпълнителка Кристина Агилера, издаден през 2001.

## Списък с песни
1. „Just Be Free“ – 3:43
2. „By Your Side“ – 4:07
3. „Move It“ – 3:55
4. „Our Day Will Come“ – 4:05
5. „Believe Me“ – 4:17
6. „Make Me Happy“ – 3:54
7. „Dream a Dream“ – 4:51
8. „The Way You Talk to Me“ – 3:37
9. „Running out of Time“ – 4:05
10. „Move It“ (Dance Mix) – 3:55
11. „Believe Me“ (Dance Remix) – 4:36
12. „Just Be Free“ (испанска версия) – 3:41